# 池田英男
池田 英男（いけだ ひでお、1948年6月23日 - ）は日本の農学者。農学博士・技術士・名誉教授。長年にわたり農業に関する研究・教育をおこなっている。研究分野は園芸学、植物栄養学、生物環境調節学、施設栽培学、養液栽培技術など多岐に渡る。

## 来歴
1967年、茨城県立水戸第一高等学校卒業。1971年、東京教育大学農学部農学科（現筑波大学）卒業。1973年、大阪府立大学大学院農学研究科園芸農学専攻修了課程修了(蔬菜の亜硝酸害に関する研究)。1973年、大阪府立大学農学部助手、1988年、筑波大学農林学系助教授、1992年、大阪府立大学農学部教授。この間に農林水産省流動研究員（農業技術研究所、農業工学研究所など）、三重大学大学院・鳥取大学大学院などで講師兼任、福井県農業試験場客員研究員兼任。2000年、大阪府立大学大学院農学生命科学研究科教授（改組による）、2005年、公立大学法人大阪府立大学大学院生命環境科学研究科教授 （改組による）。この間、香川大学大学院農学研究科講師兼任、福井県園芸試験場客員研究員兼任、放射線医学総合研究所客員協力研究員兼任。2009年3月大阪府立大学退職、同名誉教授、客員教授。
2009年4月からは千葉大学環境健康フィールド科学センター特任教授、大学院兼任教授として、農商工連携植物工場実証・展示・研修事業を行う。植物工場プロジェクトでは、トマト果実の年間収量 51kg/m2 を達成したコンソーシアムでオーガナイザーとして協力した。
2010年2月より、合同会社つくばGBソリューション（TGBS）を立ち上げる。

## 学会活動
園芸学会、土壌肥料学会、日本農業気象学会、養液栽培研究会、農業施設学会、生物環境調節学会、International Society for Soilless Cultureなど

## 受賞歴
- 1991年 園芸学会賞奨励賞（そ菜の無機態窒素利用特に施用窒素形態に関する研究）
- 2008年 根研究会学術特別賞(根圏環境制御による高収益園芸栽培システムの構築)[2]
- 2011年 農業機械学会論文賞 移動型栽培施設のミニトマト収穫ロボット（第2報）-収穫試験-[3]

## 著書など
農業や園芸に関する多くの書籍や論文を書いている。
- 2017年 環境制御のための植物生理, エペ・フゥーヴェリンク編著 農山漁村文化協会．東京
- 2014年 特集：統合環境制御とICT利用の最新技術, 施設と園芸164号（2014年冬）園芸情報センター
- 2014年 わが国の施設野菜生産とエネルギー利用 野菜情報.vol.129,2-3.
- 2013年 e-ラーニング 植物工場 (社)日本施設園芸協会(監修・編著)
- 2012年 オランダはどのようにして高生産性を達成したか, 太陽光植物工場の新展開第9章 養賢堂
- 2012年 トマト オランダの多収技術と理論-100トンどりの秘密-, エペ・フゥーヴェリンク編著 農山漁村文化協会．東京
- 2012年 植物工場 これから植物工場をやろうとする人のための読み物, (社)日本施設園芸会(編著)
- 2012年 養液栽培のすべて, 植物工場を支える基本技術, (社)日本施設園芸協会/日本養液栽培研究会、誠文堂新光社(編著)
- 2011年 植物工場・施設園芸における用・排水処理, 実用水の処理・活用大事典．実用水の処理・活用大事典編集委員会編。産業調査会　事典出版センター．
- 2010年 植物工場ビジネス 低コスト型なら個人でもできる 日本経済新聞社
- 2010年 知能的太陽光植物工場の新展開〔２〕－わが国における太陽光植物工場の現状と今後への期待－ 農業および園芸85巻2号294－303.
- 2009年 植物工場の現状と展望 施設と園芸， (社)日本施設園芸会
- 2009年 低コスト植物工場導入マニュアル　日本施設園芸協会(編著)
- 2009年 さまざまなデータを利活用できれば施設園芸はビジネスになる 農耕と園芸.64巻.
- 2009年 太陽光利用型植物工場の現状 植物工場ビジネス戦略と最新栽培技術．技術情報協会．
- 2008年 経営者の視点で見た養液栽培の将来性  農耕と園芸.63巻(7).
- 2006年 Greenhouse Growing of Vegetable Crops  Horticulture in Japan 2006. Ed.The Japanese Society for Horticultural Science
- 2005年 新版　野菜栽培の基礎 農山漁村文化協会．東京
- 2005年 植物の根の周辺の無機要素の分布と流れからみた根域の養水分管理, 養液土耕と液肥・培地管理．日本土壌肥料学会編．博友社．東京
- 2005年 メタン発酵消化液と家畜糞尿の液肥としての利用, 養液土耕と液肥・培地管理．日本土壌肥料学会編．博友社．東京
- 2005年 園芸学用語集・作物名編, 園芸学会編．養賢堂．東京
- 2004年 高等学校教科書「野菜」農山漁村文化協会．東京
- 2004年 わが国における施設園芸経営の課題と可能性．-日本は増収のための努力を放棄してしまったのか-．農業経営者.4月号.No.99
- 2002年 第1章養液栽培の発展と現状，第7章1．肥料成分過不足の一般的症状，2．養液栽培で発生しやすい生理障害とその対策，第11章1．低コスト化に向けた取組み，３．その他, 養液栽培の新マニュアル．㈳日本施設園芸会. 誠文堂新光社．東京
- 2002年 第Ⅱ部第3章．施設の高性能化・低コスト化，第Ⅳ部第1章．養液栽培の展開，第X部諸外国の施設園芸, 五訂施設園芸ハンドブック．(社)日本施設園芸協会編，園芸情報センター．東京